# 小行星1231
小行星1231（1231 Auricula）是一颗绕太阳运转的小行星，为主小行星带小行星。该小行星于1931年10月10日发现。
該小行星以耳葉報春命名。

## 轨道参数
小行星1231的轨道半长轴为2.6696075 UA，离心率为0.084。